# Café del Teatro de l'Escorxador
El Café del Teatro de l'Escorxador o Cafè del Teatre, es un local de conciertos en Lérida (Cataluña, España) que abrió sus puertas como una adición a la Teatro Municipal de l'Escorxador. Está ubicado en calle de Roca Labrador 4 bis. Entre los eventos recurrentes son Cafècurt, sesiones mensuales de proyecciones de cortometrajes, algunas de las actividades de la Lleida Latin-American Film Festival, jam sessions y otros espectáculos en vivo, especialmente orientados en música jazz y Rock. 